# Pietro Fantin
Pietro Fantin (ur. 28 grudnia 1991 w Kurytyba) – brazylijski kierowca wyścigowy.

## Kariera

### Formuła 3
Fantin rozpoczął karierę w jednomiejscowych samochodach wyścigowych w 2010 roku w Południowoamerykańskiej Formule 3. Po trzech zwycięstwach i pięciu podiach uplasował się na 9 miejscu w klasyfikacji końcowej. W latach 2010–2011 startował w brytyjskiej formule 3 w bolidzie zespołu Hitech Racing. W pierwszym sezonie startów był jedynie gościnnym kierowcą, dlatego nie był zaliczany do klasyfikacji. W sezonie 2011 zdołał nawet raz zwyciężyć i czterokrotnie stanąć na podium. Z dorobkiem 119 punktów był 8 w klasyfikacji końcowej. w tym samym sezonie wystartował również w Grand Prix Makau, które zakończył na 11 pozycji.
Na sezon 2012 w brytyjskiej formule 3 Fantin przeniósł się do utytułowanego zespołu Carlin. Tym razem jednak, mimo 6 podium w sezonie, żadnego wyścigu nie zwyciężył. 195 punktów wystarczyło w klasyfikacji kierowców na 7 lokatę.

### Formuła Renault 3.5
W 2013 roku rozpoczął starty w prestiżowej Formule Renault 3.5 jako kierowca wyścigowy zespołu Arden Caterham. W ciągu 17 wyścigów, w których wystartował, czterokrotnie plasował się w pierwszej dziesiątce. Z dorobkiem 14 punktów uplasował się na dwudziestej pozycji w klasyfikacji generalnej.
W sezonie 2014 Fantin podpisał kontrakt z włoską ekipą International Draco Racing. Podczas pierwszego wyścigu na torze Moscow Raceway stanął na trzecim stopniu podium. W ciągu siedemnastu wyścigów, w których wystartował, uzbierał łącznie 34 punktów, co dało mu piętnaste miejsce w końcowej klasyfikacji kierowców.
W drugim roku współpracy Brazylijczyk odnotował progresję wyników, uzyskując pulę 61 punktów.  Ośmiokrotnie sięgał po punkty, w tym czterokrotnie meldował się w czołowej szóstce. Na torze Silverstone stanął na najniższym stopniu podium. W klasyfikacji awansował o pięć pozycji, zajmując ostatecznie 10. miejsce.

## Wyniki

### Formuła Renault 3.5
| Legenda oznaczeń w tabelach wyników Wyświetl szablon na nowej stronie | Legenda oznaczeń w tabelach wyników Wyświetl szablon na nowej stronie                                                                     |
| Oznaczenie                                                            | Wyjaśnienie |
| --------------------------------------------------------------------- | --- |
| Złoty                                                                 | Zwycięzca lub mistrzostwo |
| Srebrny                                                               | 2. miejsce lub wicemistrzostwo |
| Brązowy                                                               | 3. miejsce lub II wicemistrzostwo |
| Zielony                                                               | Ukończył, punktował (w klasyfikacji generalnej, gdy zdobył co najmniej jeden punkt na przestrzeni sezonu, poza trzema powyższymi opcjami) |
| Niebieski                                                             | Ukończył, nie punktował (w klasyfikacji generalnej, gdy nie zdobył co najmniej jednego punktu na przestrzeni sezonu)                      |
| Czerwony                                                              | Nie zakwalifikował się (NZ) |
| Czerwony                                                              | Nie prekwalifikował się (NPK) |
| Różowy                                                                | Nie ukończył (NU) |
| Różowy                                                                | Niesklasyfikowany (NS) (w klasyfikacji generalnej, gdy nie został sklasyfikowany w żadnym wyścigu sezonu)                                 |
| Czarny                                                                | Zdyskwalifikowany (DK) |
| Czarny                                                                | Wykluczony (WYK/EX) |
| Biały                                                                 | Nie wystartował (NW) |
| Biały                                                                 | Kontuzjowany (K/INJ) |
| Biały                                                                 | Wyścig odwołany (OD/C) |
| Bez koloru                                                            | Został wycofany (WYC/WD) |
| Bez koloru                                                            | Nie przybył (NP/DNA) |
| Bez koloru                                                            | Nie brał udziału w treningach (NT/DNP) |
| Bez koloru                                                            | Nie został zgłoszony (–) |
| Pogrubienie                                                           | Start z pole position |
| Kursywa                                                               | Najszybsze okrążenie wyścigu |
| †                                                                     | Nie ukończył, ale jego rezultat został zaliczony ze względu na przejechanie więcej niż 90% dystansu wyścigu.                              |
| *                                                                     | Sezon w trakcie |
| 1/2/3                                                                 | Punktowana pozycja w sprincie kwalifikacyjnym                                                                                             |
| Lista systemów punktacji Formuły 1                                    | |

| Rok  | Zespół                     | Wyniki w poszczególnych eliminacjach | Wyniki w poszczególnych eliminacjach | Wyniki w poszczególnych eliminacjach | Wyniki w poszczególnych eliminacjach | Wyniki w poszczególnych eliminacjach | Wyniki w poszczególnych eliminacjach | Wyniki w poszczególnych eliminacjach | Wyniki w poszczególnych eliminacjach | Wyniki w poszczególnych eliminacjach | Wyniki w poszczególnych eliminacjach | Wyniki w poszczególnych eliminacjach | Wyniki w poszczególnych eliminacjach | Wyniki w poszczególnych eliminacjach | Wyniki w poszczególnych eliminacjach | Wyniki w poszczególnych eliminacjach | Wyniki w poszczególnych eliminacjach | Wyniki w poszczególnych eliminacjach | Punkty | Pozycja |
| ---- | -------------------------- | ------------------------------------ | ------------------------------------ | ------------------------------------ | ------------------------------------ | ------------------------------------ | ------------------------------------ | ------------------------------------ | ------------------------------------ | ------------------------------------ | ------------------------------------ | ------------------------------------ | ------------------------------------ | ------------------------------------ | ------------------------------------ | ------------------------------------ | ------------------------------------ | ------------------------------------ | ------ | ------- |
| 2013 | Arden Caterham             | ITA                                  | ITA                                  | ARA                                  | ARA                                  | MON                                  | BEL                                  | BEL                                  | RUS                                  | RUS                                  | AUT                                  | AUT                                  | HUN                                  | HUN                                  | FRA                                  | FRA                                  | CAT                                  | CAT                                  | 14     | 21      |
| 2013 | Arden Caterham             | NU                                   | 7                                    | NU                                   | 18                                   | NU                                   | 16                                   | 12                                   | 18                                   | 8                                    | NU                                   | 9                                    | NU                                   | 14                                   | 11                                   | 20                                   | 9                                    | 20                                   | 14     | 21      |
| 2014 | International Draco Racing | ITA                                  | ITA                                  | ARA                                  | ARA                                  | MON                                  | BEL                                  | BEL                                  | RUS                                  | RUS                                  | DEU                                  | DEU                                  | HUN                                  | HUN                                  | FRA                                  | FRA                                  | JER                                  | JER                                  | 34     | 15      |
| 2014 | International Draco Racing | 11                                   | 8                                    | 10                                   | 12                                   | 15                                   | NU                                   | NU                                   | 3                                    | NU                                   | 7                                    | NU                                   | NU                                   | 11                                   | NU                                   | 20                                   | NU                                   | 6                                    | 34     | 15      |
| 2015 | International Draco Racing | ARA                                  | ARA                                  | MON                                  | BEL                                  | BEL                                  | HUN                                  | HUN                                  | AUT                                  | AUT                                  | UK                                   | UK                                   | DEU                                  | DEU                                  | FRA                                  | FRA                                  | JER                                  | JER                                  | 61     | 10      |
| 2015 | International Draco Racing | 6                                    | 11                                   | 5                                    | NU                                   | 8                                    | NU                                   | 8                                    | 13                                   | 4                                    | 11                                   | 3                                    | 7                                    | 9                                    | -                                    | -                                    | -                                    | -                                    | 61     | 10      |

### Podsumowanie
| Sezon | Seria                           | Zespół                     | Wyścigi | PP | Zwycięstwa | Podium | NO | Punkty | Pozycja |
| ----- | ------------------------------- | -------------------------- | ------- | -- | ---------- | ------ | -- | ------ | ------- |
| 2010  | Południowoamerykańska Formuła 3 | Hitech Racing Brazil       | 9       | 2  | 3          | 5      | 5  | 108    | 9       |
| 2010  | Brytyjska Formuła 3             | Hitech Racing              | 9       | 0  | 0          | 0      | 0  | 81     | NS†     |
| 2011  | Brytyjska Formuła 3             | Hitech Racing              | 30      | 3  | 1          | 4      | 1  | 119    | 8       |
| 2011  | Grand Prix Makau                | Hitech Racing              | 1       | 0  | 0          | 0      | 0  | N/A    | 11      |
| 2012  | Brytyjska Formuła 3             | Carlin                     | 28      | 0  | 0          | 6      | 3  | 195    | 7       |
| 2013  | Formuła Renault 3.5             | Arden Caterham             | 17      | 0  | 0          | 0      | 0  | 14     | 21      |
| 2014  | Formuła Renault 3.5             | International Draco Racing | 17      | 0  | 0          | 2      | 1  | 34     | 15      |

† – Fantin nie był liczony do klasyfikacji.